# Кондакова Олена Володимирівна
Оле́на Володи́мирівна Кондако́ва (рос. Кондакова Елена Владимировна; нар. 30 березня 1957) — льотчик-космонавт Російської Федерації, Герой Російської Федерації (1995).
Дружина радянського космонавта, двічі Героя Радянського Союзу Валерія Рюміна.

## Біографія
Народилася 30 березня 1957 року в місті Митищі Московської області РРФСР. Росіянка.
У 1974 році закінчила середню школу № 16 міста Калінінград Московської області. У 1980 році закінчила МВТУ імені М. Е. Баумана за спеціальністю «Виробництво літальних апаратів».
З 16 травня 1980 року працювала у НВО «Енергія»: інженером 113-го відділу, у Головній оперативній групі управління (ГОГУ) з довгострокового планування польотів. 1 серпня 1981 року була переведена у 115-й відділ. Проводила тренування з персоналом ГОГУ по роботі в позаштатних ситуаціях та з відновлення навичок після перерви у роботі. Брала участь в оперативній роботі ГОГУ під час 4-ї й 5-ї експедицій на ОС «Салют-6» (ЕО-4 і ЕО-5). Займалася розробкою документації для підготовки персоналу ГОГУ. 1 вересня 1982 року була переведена у 116-й відділ. Брала участь у керуванні польотом ОС «Салют-7», розробляла документацію по переоснащенню групи планування польоту.
У 1983 році закінчила факультет історії мистецтва і марксистсько-ленінської естетики Всесоюзного університету марксизму-ленінізму.
У 1985 році самостійно почала тренування і вивчення КК «Союз ТМ». Пройшла медичне обстеження в Інституті медико-біологічних проблем (ІМБП) і 20 липня 1988 року отримала допуск до спеціальних тренувань. Рішенням Державної міжвідомчої комісії (ДМВК) від 25 січня 1989 року відібрана кандидатом у загін космонавтів НВО «Енергія». 27 лютого 1989 року зарахована на посаду кандидата в космонавти-випробувачі 291-го відділу НВО «Енергія».
З жовтня 1990 по 6 березня 1992 року пройшла загальнокосмічну підготовку в ЦПК імені Ю. О. Гагаріна. 11 березня 1992 року рішенням Міжвідомчої кваліфікаційної комісії (МВКК) Олені Кондаковій присвоєно кваліфікацію космонавта-випробувача. 13 березня 1992 року призначена на посаду космонавта-випробувача 291-го відділу (загону космонавтів) НВО «Енергія». З 1995 року — інструктор-космонавт-випробувач.
З квітня 1992 по грудень 1993 року проходила підготовку в складі групи космонавтів за програмою ОС «Мир».
У лютому — червні 1994 року пройшла підготовку як бортінженер дублюючого екіпажу за програмою ЕО-16 на ОК «Мир» разом із Олександром Вікторенком. Під час старту ТК «Союз ТМ-19» 1 липня 1994 року була дублером бортінженера корабля.
З липня по вересень 1994 року пройшла підготовку як бортінженер основного екіпажу за програмою ЕО-17 на ОК «Мир» разом із Олександром Вікторенком і за програмою «Euromir 94» разом із Ульфом Мербольдом (ФРН, ЄКА).
З серпня 1996 по травень 1997 року пройшла підготовку до польоту на шатлі «Атлантіс» STS-84 в Космічному центрі імені Л. Джонсона (США).
Звільнилася з РКК «Енергія» 30 грудня 1999 року в зв'язку з обранням депутатом Державної Думи РФ. Обиралась депутатом Державної Думи III—V скликань.
У 2006 році закінчила Дипломатичну академію МЗС Росії.
27 березня 2012 року призначена торговим представником Російської Федерації у Швейцарії.

## Космічні польоти

### 1994—1995
Свій перший космічний політ Олена Кондакова здійснила з 3 жовтня 1994 по 22 березня 1995 року як бортінженер ТК «Союз ТМ-20» і ОС «Мир» за програмою ЕО-17 (17-ї основної експедиції) разом із Олександром Вікторенком. Стартувала разом із Вікторенком і Мербольдом. Посадку здійснила разом із Вікторенком і Валерієм Поляковим.
Тривалість польоту склала 169 діб 05 годин 21 хвилина 35 секунд.

### 1997
Другий космічний політ Олена Кондакова здійснила з 15 по 24 травня 1997 року як спеціаліст польоту в екіпажі шатла «Атлантіс» STS-84 під командуванням Чарлза Прекота за програмою 6-го стикування з ОС «Мир».
Тривалість польоту склала 9 діб 5 годин 20 хвилин 48 секунд.

## Нагороди і почесні звання
- Герой Російської Федерації (10.04.1995).
- Льотчик-космонавт Російської Федерації (1995).
- Медаль «За заслуги в освоєнні космосу» (Указ Президента РФ № 436 від 12.04.2011).
- Медаль НАСА «За космічний політ».